# گریل شده (بریکینگ بد)
《گریل شده》(به انگلیسی: Grilled) دومین قسمت از فصل دوم مجموعه تلویزیونی درام آمریکایی بریکینگ بد است. این قسمت توسط جرج ماستراس نوشته و توسط چارلز هاید کارگردانی شده است، که برای نخستین بار در ۱۵ مارس ۲۰۰۹ از شبکه ای ام سی پخش شد.
این قسمت آخرین حضور ریموند کروز در نقش توکو سالامانکا و اولین حضور مارک مارگولیس در نقش هکتور سالامانکا در بریکینگ بد است.